# آيت بويعقوب (القباب)
آيت بويعقوب هي إحدى مشيخات المملكة المغربية، تتبع جغرافيا لإقليم خنيفرة وإداريًا لالقباب. يقدر عدد سكانها بـ 10668 نسمة حسب الإحصاء الرسمي للسكان والسكنى لسنة 2004.